# Sophie Hediger
Sophie Hediger (* 14. Dezember 1998 in Horgen; † 23. Dezember 2024 in Arosa) war eine Schweizer Snowboarderin. Sie startete in der Disziplin Snowboardcross.

## Sportliche Laufbahn
Hediger startete im Februar 2014 in Isola 2000 erstmals im Europacup und errang dabei den 31. Platz. In der Saison 2014/15 kam sie beim Europäischen Olympischen Winter-Jugendfestival 2015 in Schruns auf den vierten Platz im Einzel. Zudem gewann sie Bronze im Team gemeinsam mit Pascal Bitschnau. Bei den Juniorenweltmeisterschaften 2015 im chinesischen Yabuli belegte sie den 18. Platz. In der folgenden Saison holte sie bei den Juniorenweltmeisterschaften 2016 im slowenischen Rogla die Bronzemedaille im Teamwettbewerb und bei den Olympischen Jugend-Winterspielen 2016 in Lillehammer im Einzel sowie im Teamwettbewerb jeweils die Silbermedaille. Bei den Juniorenweltmeisterschaften 2017 am Klínovec belegte sie den 14. Platz. In der Saison 2017/18 wurde sie mit zwei zweiten Plätzen Siebte in der Gesamtwertung des Europacups und gewann bei den Juniorenweltmeisterschaften 2018 im neuseeländischen Cardrona die Bronzemedaille. Zu Beginn der Saison 2018/19 gab sie in Cervinia ihr Debüt im Snowboard-Weltcup und errang dabei die Plätze 14 und 11. Im weiteren Saisonverlauf holte sie im russischen Sunny Valley ihren ersten Sieg im Europacup und zum Saisonende den dritten Platz in der Gesamtwertung des Europacups.
In der Saison 2020/21 erreichte Hediger mit Platz neun in Bakuriani ihre erste Top-Zehn-Platzierung im Weltcup und den 15. Platz im Snowboardcross-Weltcup. Beim Saisonhöhepunkt, den Snowboard-Weltmeisterschaften 2021 in Idre, errang sie den 20. Platz. Im folgenden Jahr wurde sie Schweizer Meisterin und belegte bei den Olympischen Winterspielen in Peking den 19. Platz im Einzel sowie zusammen mit Kalle Koblet den siebten Rang im Teamwettbewerb.

## Tod
Am 23. Dezember 2024 kam Sophie Hediger bei einem Lawinenunglück am Brüggerhorn oberhalb von Arosa ums Leben. Sie verstarb abseits der Pisten beim Freeriden. Als ihre Zweier-Gruppe die geschlossene Piste verliess, wurde Hediger in einem Abhang von einer Lawine erfasst. Ihr Begleiter habe die Rettungskräfte benachrichtigt und sich auf die Suche nach der Verschütteten begeben, teilte die Kantonspolizei Graubünden mit. Sie konnte gegen 15.30 Uhr geortet und schliesslich aus den Schneemassen geborgen werden. Die Reanimation auf dem Lawinenfeld musste dann aber erfolglos abgebrochen werden.
Sophie Hediger ruht auf dem Friedhof des Bergkirchli in Arosa, wo sie am 3. Januar 2025 beigesetzt wurde.

## Teilnahmen an Weltmeisterschaften und Olympischen Winterspielen

### Olympische Winterspiele
- 2022 Peking: 7. Platz Snowboardcross Team, 19. Platz Snowboardcross

### Snowboard-Weltmeisterschaften
- 2021 Idre: 20. Platz Snowboardcross
- 2023 Bakuriani: 9. Platz Snowboardcross

## Weltcup-Gesamtplatzierungen
| Saison  | Platz | Punkte |
| ------- | ----- | ------ |
| 2018/19 | 20.   | 520    |
| 2019/20 | 16.   | 800    |
| 2020/21 | 15.   | 98     |
| 2021/22 | 20.   | 84     |
| 2022/23 | 14.   | 178    |
| 2023/24 | 18.   | 212    |
| 2024/25 | 36.   | 29     |